# Krabbendijke vasútállomás
Krabbendijke vasútállomás vasútállomás Hollandiában, Reimerswaal községben, Krabbendijke településen.

## Vasútvonalak
Az állomást az alábbi vasútvonalak érintik:
- Roosendaal–Vlissingen-vasútvonal

## Kapcsolódó állomások
A vasútállomáshoz az alábbi állomások vannak a legközelebb:
- Kruiningen-Yerseke vasútállomás
- Rilland-Bath vasútállomás